# Adrien Buttafocchi
Adrien Malachie Buttafocchi (Nizza, 18 settembre 1907 – Nizza, 29 giugno 1937) è stato un ciclista su strada francese, professionista dal 1931 al 1937.

## Carriera
In carriera Buttafocchi ottenne successi quasi solamente in corse che partivano o giungevano nella sua città natale, Nizza. Nel 1935, pur non ottenendo alcuna vittoria, si classificò tra i primi tre in diverse tappe della Parigi-Nizza, del Tour de Suisse e del Giro d'Italia. Nel 1937, poco prima di morire prematuramente a ventinove anni, colse il successo più importante con il trionfo in una tappa alla Parigi-Nizza.

## Palmarès
- 1930

Grand Prix de la Victorie-Nice
- 1932

Marsiglia-Nizza
Circuit Justin Berta
2ª tappa Nizza-Toulon-Nizza
- 1933

Marsiglia-Nizza
Grand Prix Nice
Grand Prix de la Victorie-Nice
- 1934

Nizza-Toulon-Nizza
- 1937

5ª tappa, 2ª semitappa Parigi-Nizza

## Piazzamenti

### Grandi giri
- Giro d'Italia

1935: 58º
- Tour de France

1931: ritirato (23ª tappa)
1932: ritirato (19ª tappa)
1933: ritirato (8ª tappa)
1934: ritirato (2ª tappa)

### Classiche
- Milano-Sanremo

1930: 42º
1931: 42º
1935: 12º